# لويز مينيسيس
لويز مينيسيس (بالبرتغالية: Luiz Meneses‏) هو لاعب كرة قدم برازيلي، ولد في 15 أكتوبر 1996.